# Puga (Orense)
Puga (llamada oficialmente San Mamede de Puga) es una parroquia y un lugar del municipio español de Toén, en la provincia de Orense, Galicia.

## Toponimia
La parroquia también es conocida por el nombre de San Mamed de Puga.

## Historia
Hacia mediados del siglo XIX, la parroquia, ya por entonces perteneciente a Toén, tenía contabilizada una población de 831 habitantes. Aparece descrita en el decimotercer volumen del Diccionario geográfico-estadístico-histórico de España y sus posesiones de Ultramar de Pascual Madoz con las siguientes palabras:

PUGA (San Mamed): felig. en la prov., part. jud. y dióc. de Orense (2 leg.), ayunt. de Toen. sit. en las inmediaciones del r. Miño, junto á la barca de Barbantes, con buena ventilacion y clima sano. Tiene unas 132 casas en los l. de Castañeiras, Celeiron, Dorna, San Fiz, Iglesia, Olivar, Paredes y Puga. Hay escuela de primeras letras, frecuentada por 67 niños, y dotada con 1,100 rs. de fondos municipales. La igl. parr. (San Mamed) se halla servida por un cura de entrada y provision ecl. Confina el térm. N. Feá; E. Alongos; S. Macendo, y O. Astariz. El terreno participa de monte y llano, este muy fértil y delicioso. prod.: maiz, centeno, patatas, habas, castañas y vino; hay ganado vacuno, de cerda, lanar y cabrío, y caza de varias especies. pobl.: 132 vec., 831 alm. contr.: con su ayunt. (V.).
(Madoz, 1849, p. 290)

## Organización territorial
La parroquia está formada por nueve entidades de población, constando seis de ellas en el nomenclátor del Instituto Nacional de Estadística español:
- A Eirexa
- A Estrada
- As Panelas
- Castiñeiras
- Celeirón
- O Pazo
- Paredes
- Puga
- San Fiz

## Demografía

### Parroquia
| Gráfica de evolución demográfica de Puga (parroquia) entre 2000 y 2023 |
|                                                                        |
| Datos según el nomenclátor publicado por el INE.                       |

### Lugar
| Gráfica de evolución demográfica de Puga (lugar) entre 2000 y 2023 |
|                                                                    |
| Datos según el nomenclátor publicado por el INE.                   |